# Мошковые Поляны
Мошковые Поляны — деревня в Оредежском сельском поселении Лужского района Ленинградской области.

## История
Деревня Поляны обозначена на карте Санкт-Петербургской губернии 1792 года, А. М. Вильбрехта.

МОШКОВЫЕ-ПОЛЯНЫ (НИЖНИЕ-ПОЛЯНЫ) — деревня Мошково-Полянского сельского общества, прихода села Полян.
 
Крестьянских дворов — 53. Строений — 324, в том числе жилых — 45.

Мелочная лавка, 5 ветряных мельниц.

Число жителей по семейным спискам 1879 г.: 146 м. п., 178 ж. п.; по приходским сведениям 1879 г.: 149 м. п., 170 ж. п. (1884 год)

В конце XIX — начале XX века деревня административно относилась к Тёсовской волости 5-го земского участка 3-го стана Новгородского уезда Новгородской губернии.

МОШКОВЫЕ ПОЛЯНЫ (НИЖНИЕ ПОЛЯНЫ) — деревня Мошково-Полянского сельского общества, дворов — 63, жилых домов — 63, число жителей: 175 м. п., 189 ж. п. 

Занятия жителей — земледелие. Часовня, хлебозапасный магазин, 2 мелочные лавки. (1907 год)

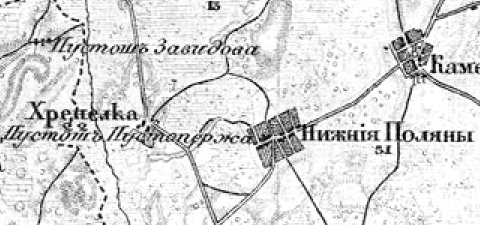
Деревня Мошковые Поляны на карте 1912 года

В начале XX века близ деревни находились жальник и деревянная часовня.
Согласно карте из «Исторического атласа Санкт-Петербургской Губернии» 1912 года деревня называлась Нижние Поляны и состояла из 51 двора.
С 1917 по 1927 год деревня Машковы Поляны входила в состав Тёсовской волости Новгородского уезда Новгородской губернии.
С 1927 года, в составе Каменнополянского сельсовета Черновского района Новгородского округа.
С 1928 года, в составе Оредежского района Ленинградской области.
По данным 1933 года деревня называлась Мошковые Поляны и входила в состав Каменнополянского сельсовета Оредежского района.
C 1 августа 1941 года по 31 января 1944 года деревня находилась в оккупации.
В 1950 году население деревни Машковы Поляны составляло 223 человека.
С 1959 года, в составе Тёсовского сельсовета Лужского района.
В 1965 году население деревни Машковы Поляны составляло 242 человека.
По данным 1966, 1973 и 1990 годов деревня называлась Мошковые Поляны и входила в состав Тёсовского сельсовета Лужского района.
По данным 1997 года в деревне Мошковые Поляны Тёсовской волости проживали 124 человека, в 2002 году — 107 человек (русские — 97 %).
В 2007 году в деревне Мошковые Поляны Тёсовского сельского поселения проживали 90 человек.
19 мая 2019 года деревня вошла в состав Оредежского сельского поселения.

## География
Деревня расположена в восточной части района на автодороге 41К-662 (Оредеж — Тёсово-4 — Чолово).
Расстояние до административного центра поселения — 6 км.
Расстояние до ближайшей железнодорожной станции Оредеж — 23 км.

## Демография
| 1884 | 1909 | 1950 | 1965 | 1997 | 2007 | 2010 |
| ---- | ---- | ---- | ---- | ---- | ---- | ---- |
| 324  | ↗364 | ↘223 | ↗242 | ↘124 | ↘90  | ↗124 |
| 2017 |      |      |      |      |      |      |
| ↘95  |      |      |      |      |      |      |

## Фото

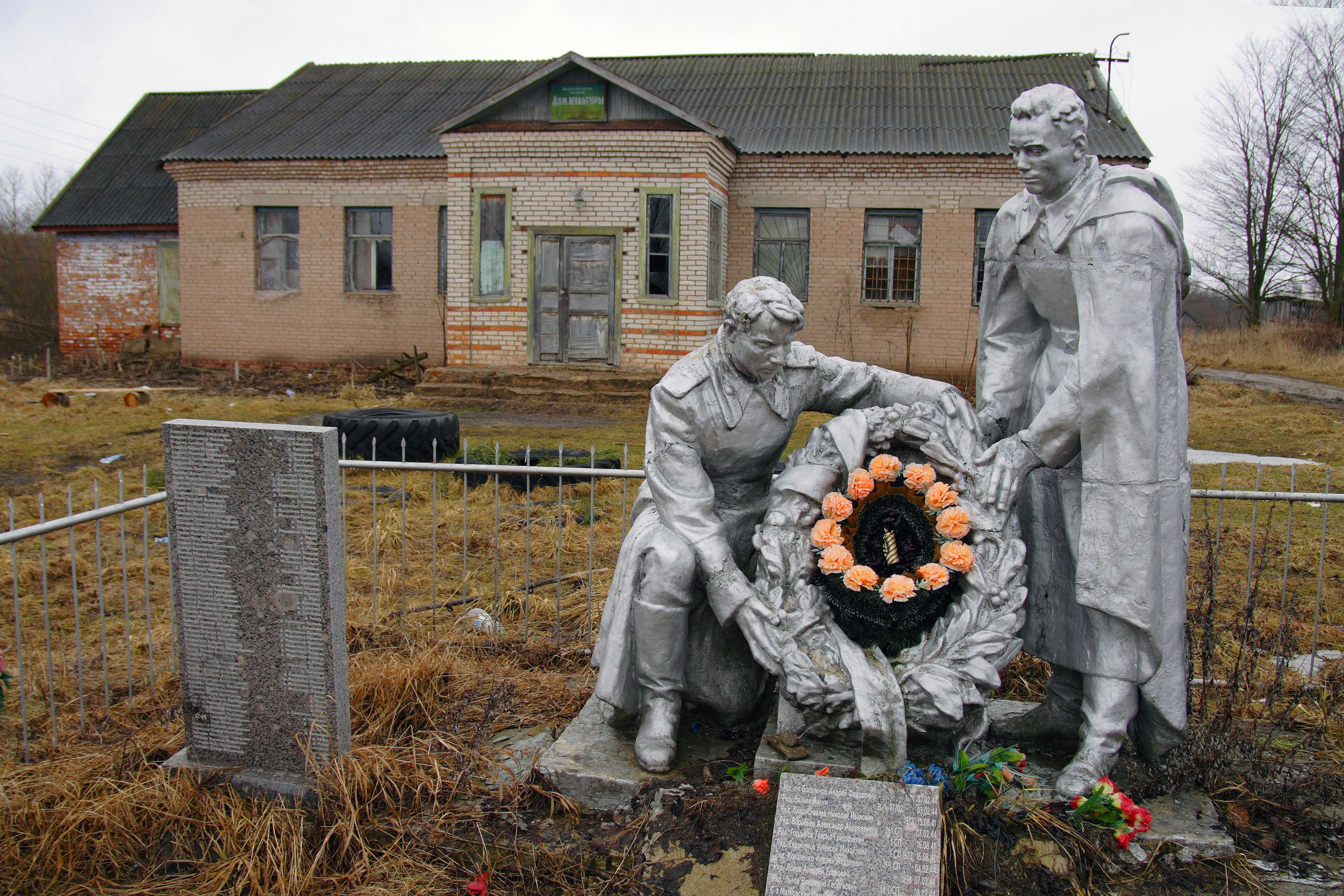
Братская могила и Дом культуры. 2008 год

## Улицы
Широкая.

## Памятники истории
Поблизости от села, на территории урочища Каменные Поляны расположена церковь Рождества Иоанна Предтечи XVI века.